# Philibert Randriambololona
Philibert Randriambololona SJ (* 1. Mai 1927 in Anjozorobe, Madagaskar; † 17. April 2018 in Antananarivo, Madagaskar) war ein madagassischer Ordensgeistlicher und römisch-katholischer Erzbischof von Fianarantsoa.

## Leben
Philibert Randriambololona trat der Ordensgemeinschaft der Jesuiten am 10. Oktober 1952 bei und empfing nach seiner theologischen Ausbildung am 30. Juli 1961 die Priesterweihe. Am 2. Februar 1968 legte er die ewige Profess ab.
Papst Johannes Paul II. ernannte ihn am 1. September 1988 zum Koadjutorbischof von Antsirabé. Der Erzbischof von Antananarivo, Victor Kardinal Razafimahatratra, spendete ihm am 27. November desselben Jahres die Bischofsweihe; Mitkonsekratoren waren Jean-Maria Rakotondrasoa MS, Bischof von Antsirabé, und Erzbischof Agostino Marchetto, Apostolische Pro-Nuntius in Madagaskar und auf Mauritius.
Mit der Emeritierung Jean-Maria Rakotondrasoas MS am 19. Juni 1989 folgte er ihm als Bischof von Antsirabé nach. Am 17. Dezember 1992 wurde er zum Erzbischof von Fianarantsoa ernannt. Am 1. Oktober 2002 nahm Papst Johannes Paul II. seinen altersbedingten Rücktritt an.